# Luminato

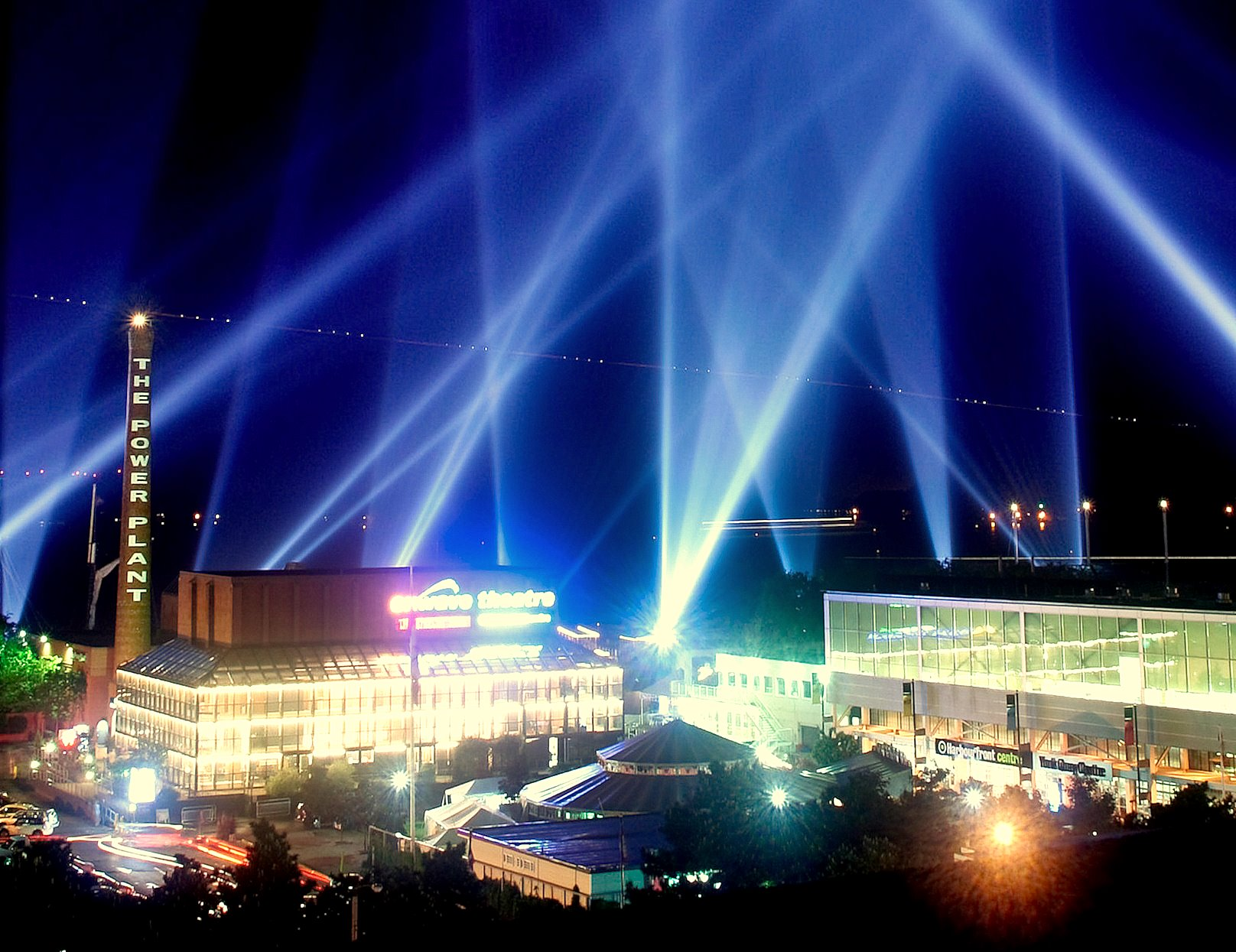
Luminato 2007.

Luminato, festival des arts et de la créativité de Toronto est un festival artistique multidisciplinaire international se déroulant chaque année depuis 2007 à Toronto, au Canada. Durant une dizaine de jours, les rues, les places et espaces publics de Toronto accueillent des spectacles d'artiste locaux, canadiens ou étrangers dans le domaine du théâtre, de la danse, de la musique classique et contemporaine, du cinéma, de la littérature, des arts visuels et du design.